# Орден Квітів павловнії
Орден Квітів павловнії (яп. 桐花大綬章, то:кадайдзюсьо) — нагорода, створена указом імператора Мейдзі 4 листопада 1888 року.
Спочатку орден був вищим ступенем ордена Вранішнього Сонця, з 2003 року є окремою нагородою.

## Опис
Знак ордена являє собою зображення присхідного сонця, від якого виходить проміння, обрамленого квітами павловнії. У центрі розташований червоний емалевий кабошон, оточений срібними подвійними променями, також покритими червоною емаллю. Ця композиція накладена на групи променів, що утворюють хрест, і кожна з них складається з трьох позолочених подвійних вузьких променів, покритих білою емаллю. Між променями розташовані по три позолочені і покриті фіолетовою емаллю квітки павлонії. Підвіска знака також виконана у вигляді квітки павловнії. На звороті підвіски 4 ієрогліфи, що означають «Орден За заслуги».
Зірка ордена аналогічна знаку ордена, але не має підвіски. Носять її на стрічці через плече, з муарового шовку червоного кольору, з білими смугами, що відступають від кожного з її країв.